# Cyprinella
Cyprinella Girard, 1856 è un genere di pesci d'acqua dolce appartenente alla famiglia Cyprinidae.

## Specie
- Cyprinella alvarezdelvillari
- Cyprinella analostana
- Cyprinella bocagrande
- Cyprinella caerulea
- Cyprinella callisema
- Cyprinella callistia
- Cyprinella callitaenia
- Cyprinella camura
- Cyprinella chloristia
- Cyprinella eurystoma
- Cyprinella formosa
- Cyprinella galactura
- Cyprinella garmani
- Cyprinella gibbsi
- Cyprinella labrosa
- Cyprinella leedsi
- Cyprinella lepida
- Cyprinella lutrensis
- Cyprinella nivea
- Cyprinella panarcys
- Cyprinella proserpina
- Cyprinella pyrrhomelas
- Cyprinella rutila
- Cyprinella spiloptera
- Cyprinella stigmatura
- Cyprinella trichroistia
- Cyprinella venusta
- Cyprinella whipplei
- Cyprinella xaenura
- Cyprinella xanthicara
- Cyprinella zanema